# Dicranomyia (Glochina) tristoides
Dicranomyia (Glochina) tristoides is een tweevleugelige uit de familie steltmuggen (Limoniidae). De soort komt voor in het Palearctisch gebied.